# トゥーンライン
トゥーンライン(toonline)とは、インターネットと実店舗を連動させて相乗効果をあげる取り組みをさす。
古くは、クリック＆モルタルと呼ばれた考えと類似している。
もともと漫画の輪郭線を意味する単語から派生し、リアルビジネスとネットビジネスの境界、および、その活用を表すようになった。
この取り組みを行うマーケターは、トゥーンライナー(toonliner)と呼ばれる。